# 来栖みさ
来栖 みさ（くるす みさ、1993年10月21日 - ）は、日本の元AV女優。ARROWS所属。

## 略歴・人物
北海道出身。2015年5月、アダルトビデオメーカー・プレステージの専属女優としてAVデビュー。デビュー当時の芸名はきみお 美央（きみお みお）、所属事務所はマークスジャパン。
同年8月で公式ツイッターとブログの更新がなくなり、所属事務所のホームページからプロフィールが削除された。
2016年より「来栖みさ（くるす みさ）」の芸名に改名し活動している。
現在は引退している。
趣味・特技はメイク、占い。

## 出演作品

### アダルトDVD
2015年
- 新人 プレステージ専属デビュー きみお美央（5月22日、プレステージ）
- きみお美央のぞみの、いっぱいコスって萌えてイこう!（6月10日、プレステージ）
- 女子マネージャーは、僕達の性処理ペット。 009（7月21日、プレステージ）
- 新・絶対的美少女、お貸しします。 ACT.44（8月21日、プレステージ）

2016年
- 盛られた媚薬で敏感になった乳首を舐め回され生中SEXを求めてしまう淫乱おっパブ嬢（2月1日、DOC）他出演:水嶋杏樹、桜井涼花
- スキ!スキ!デカチン先生（2月12日、宇宙企画）
- 制服JKが働く激ヤバ裏風俗でパイパン娘に女性用バイアグラを飲ませたらヨダレ垂らしてイキ狂うんで中出ししまくりました!（2月26日、TMA）
- この奥さんの詳細わかりますか? 09 見た目清楚なFカップの美乳新婚妻とめでたく寿退社した元OLのセレブ妻がまさかの発情!なぜ「旦那じゃこんなにイケないもん…」と本当のセックスの良さに気付いてしまったのか? その一部始終。（3月25日、ビッグモーカル）他出演:篠田ゆう
- ここまで美しい白肌になると、通常のセックスがすでに凌辱（3月25日、バルタン）
- 初裏解禁☆あの女優に３P中出し3発も出しちゃいました！【個人撮影】（12月25日、FC2動画）※「みのり」名義

### イメージDVD
- 純系ラビリンス（2015年3月20日、TEEN'S CANDY）
- PUREまん（2015年11月13日、INTEC Inc）※「立木美緒」名義[要出典]
- PUREまん 2nd（2016年3月13日、INTEC Inc）※「立木美緒」名義[要出典]

## テレビ
- ケンコバのバコバコテレビ（2015年6月 - 9月、サンテレビ）
- 第1回 セクシー女優ダラケ!のスカパー!水泳大会（2015年8月22日、BSスカパー!）